# Chiesa di San Lorenzo (Tizzano Val Parma)
La chiesa di San Lorenzo è un luogo di culto cattolico dalle forme neoromaniche, situato in strada della Val Bardea 37 a Pratolungo, frazione di Tizzano Val Parma, in provincia e diocesi di Parma; è sede di una parrocchia compresa nella zona pastorale della Montagna.

## Storia
Il luogo di culto originario fu eretto a Madurera in epoca medievale; la più antica testimonianza della sua esistenza risale al 1230, quando la Capelle de Madurera fu menzionata nel Capitulum seu Rotulus Decimarum della diocesi di Parma tra le dipendenze della pieve di Sasso.
L'Ecclesia de Madureria in Plebe de Saxo fu nominata anche in un documento del 1299, mentre entro il 1354 fu unita alla cappella di Santa Giuliana di Moragnano, come dimostrato dall'Estimo diocesano.
Nella prima metà del XVI secolo l'edificio fu ricostruito utilizzando i materiali ricavati dall'antica chiesa di Santa Maria Maddalena di Roncarola, ormai in rovina.
Nel 1564 la chiesa di Moragnano fu elevata a sede parrocchiale, ma la cappella di Madurera se ne staccò soltanto il 26 giugno 1646, ottenendo l'autonomia.
In seguito l'edificio iniziò a decadere, tanto da risultare in pessime condizioni già nel 1713, come testimoniato dal resoconto della visita pastorale del vescovo di Parma Camillo Marazzani.
Lo stato di degrado peggiorò a tal punto che nel 1925 l'antico edificio fu abbandonato e in sua sostituzione fu costruita una nuova chiesa nell'adiacente località di Pratolungo; il tempio neoromanico fu benedetto il 20 settembre 1925.
Intorno al 1950 la stabilità della zona del presbiterio fu minacciata da un cedimento del terreno sottostante, che provocò l'affondamento del pavimento e del coro; in seguito furono eseguiti gli indispensabili interventi di ristrutturazione.
Nel 1985 una forte nevicata provocò il crollo delle coperture, che furono successivamente rifatte.

## Descrizione

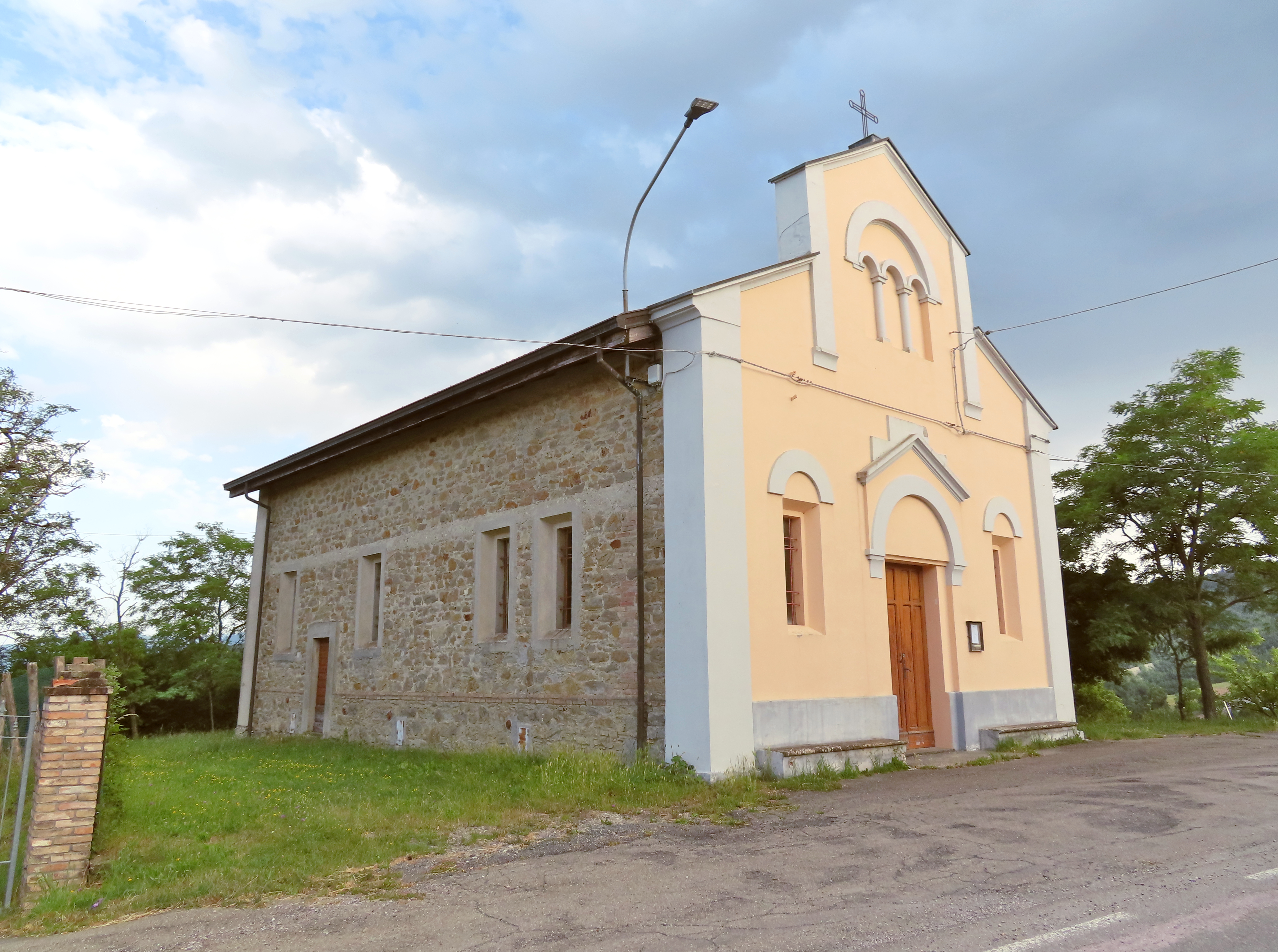
Facciata e lato nord-est

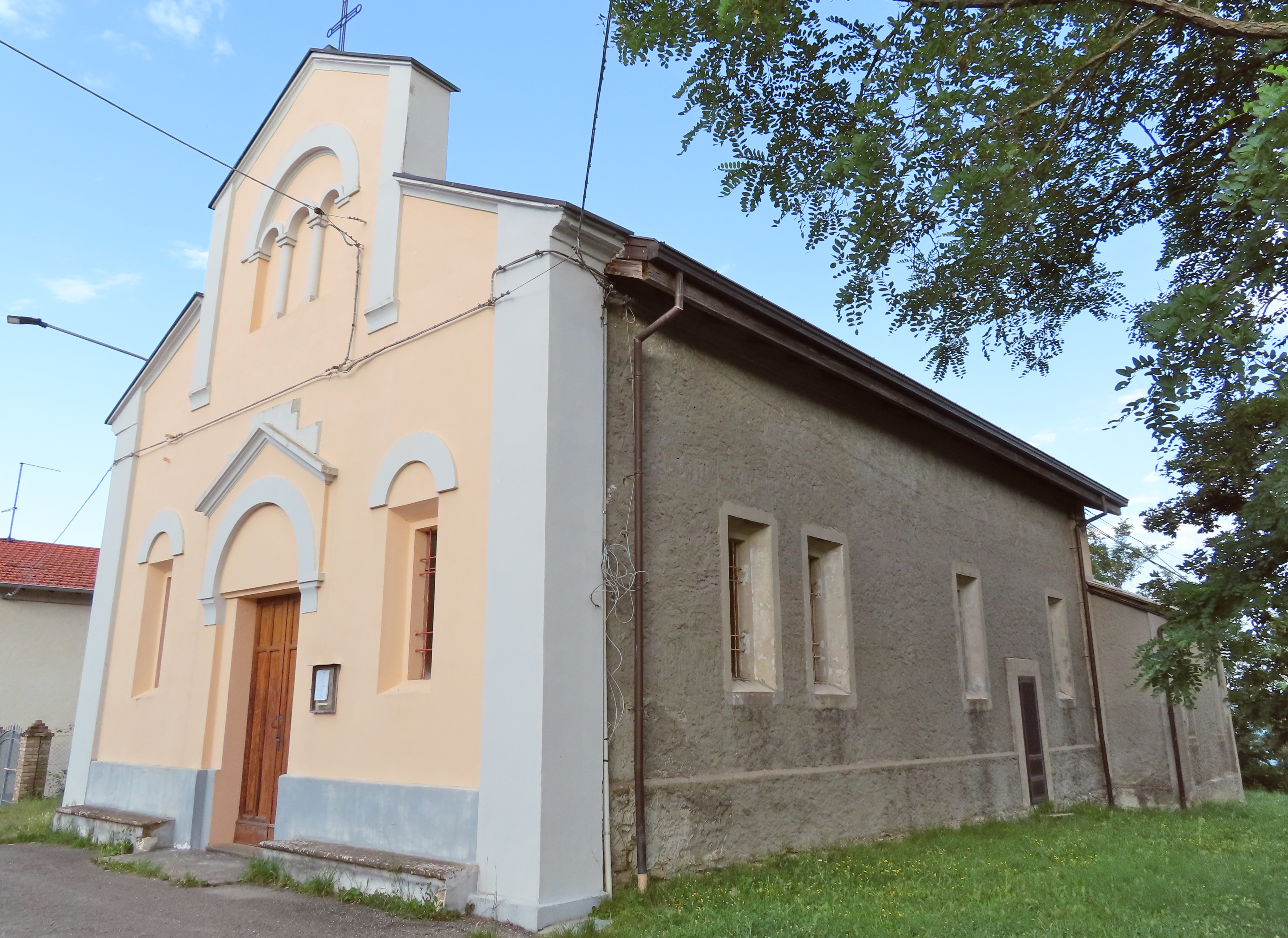
Facciata e lato sud-ovest

La chiesa si sviluppa su un impianto a navata unica, con ingresso a nord-ovest e presbiterio a sud-est.
La simmetrica facciata a salienti, interamente intonacata, è delimitata alle estremità da due lesene; al centro è collocato il portale d'ingresso, sormontato da una lunetta ad arco a tutto sesto coronata da una cuspide in rilievo; ai lati si aprono due monofore, sovrastate da archi, mentre in sommità si staglia nel mezzo un'ampia trifora cieca, scandita da colonnine.
I fianchi, di cui quello sinistro rivestito in pietra e quello destro intonacato, sono illuminati da una serie di finestre rettangolari.
All'interno la navata, coperta da un soffitto a capriate lignee, presenta pareti intonacate.
Il presbiterio, lievemente sopraelevato, è preceduto dall'arco trionfale, affiancato da due nicchie; l'ambiente, chiuso superiormente da una volta a botte, accoglie l'altare maggiore marmoreo a mensa, aggiunto tra il 1970 e il 1980.